# Radiatus
Radiatus là một chi bướm ngày thuộc họ Bướm nâu.